# The Magic Machines
The Magic Machines, Langtitel The Magic Machines and Other Tricks, ist ein US-amerikanischer Dokumentar-Kurzfilm von Bob Curtis aus dem Jahr 1969.

## Handlung
Der Film stellt die Arbeit des Bildhauers Robert Gilbert vor. Der 25-jährige Hippie, der sich selbst als Kind sieht, das nie erwachsen geworden ist, erschafft aus Schrottteilen kinetische und mechanische Maschinen, die er am Ende bemalt. Zum Teil arbeitet er zwei Jahre an einem Kunstwerk. Gelegentlich nimmt ihn die Arbeit so ein, dass er am Ende den Schaffensprozess selbst nicht mehr nachvollziehen kann. Der Film stellt einzelne Werke vor, die Referenzen an Märchen sind, Titel wie Radio oder Flugzeug tragen oder sich kritisch mit Polizeigewalt gegen friedliche Demonstranten auseinandersetzen. Gilbert bezeichnet sich als Alt-Hippie, der eher außerhalb der Gesellschaft steht. Er findet die Erde als solches gut, stellt aber fest, dass alles besser werden könnte und dass alles besser werden wird, weil am Ende Menschen wie er gewinnen werden. Am Ende des Abspanns wird das Peace-Zeichen eingeblendet.

## Auszeichnungen
The Magic Machines gewann 1970 den Oscar in der Kategorie Bester Kurzfilm und wurde für einen Oscar in der Kategorie Bester Dokumentar-Kurzfilm nominiert. Auf den Internationalen Filmfestspielen von Cannes 1970 gewann der Film den Jurypreis und lief im Wettbewerb um die Goldene Palme für den besten Kurzfilm.